# Christuskirche (Graz)

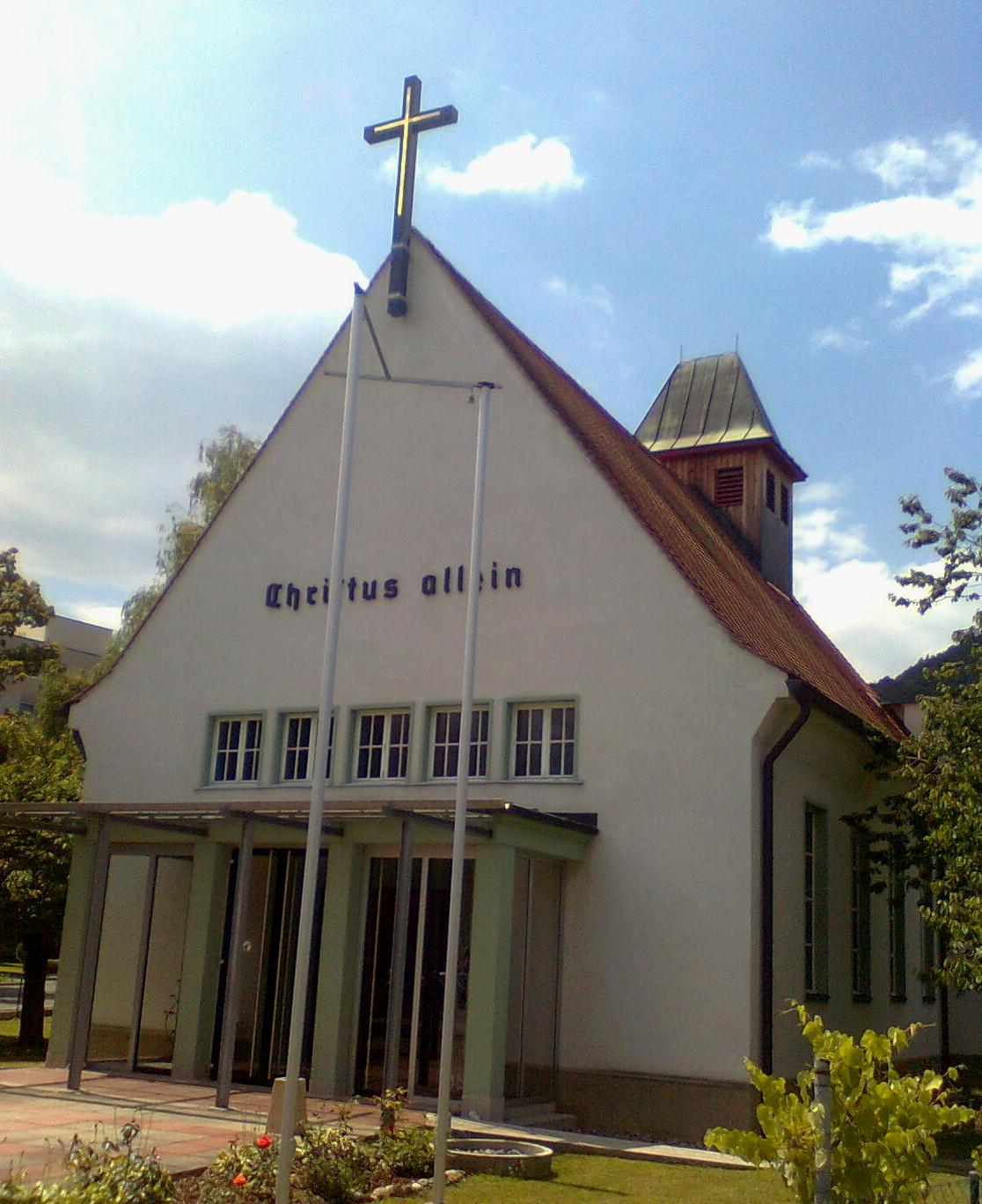
Christuskirche

Die Christuskirche ist eine evangelisch-lutherische Kirche im 14. Grazer Gemeindebezirk Eggenberg und Pfarrkirche der Pfarrgemeinde Graz-Eggenberg.

## Beschreibung
Aus einer evangelischen Predigtstation, die seit der Jahrhundertwende zum 20. Jahrhundert in Eggenberg bestand, wurde 1923 eine eigene Pfarrgemeinde. Der Kirchenbau wurde erst 1931 mit Unterstützung des Gustav-Adolf-Vereins und des Schweizerischen Hilfsvereins in Baierdorf durch den Grazer Stadtbaumeister Maximilian Schmidt als ein hausartiges Bauwerk in einfachen klaren Formen verwirklicht. Der im Stil der Moderne und schlicht gehaltene Sakralbau hat einen offenen Vorbau und wird von außen nur durch ein Kreuz als Kirche gekennzeichnet. Im Innenraum befinden sich ein Kruzifix vom Grazer Bildhauer Wilhelm Gösser und eine Barockorgel, die vermutlich aus einer katholischen Kirche der Deutschlandsberger Gemeinde Trahütten stammt. Die Inschrift auf der Giebelfassade der Kirche Christus allein stellt einen entscheidenden theologischen Grundsatz der Reformation dar, demzufolge Jesus Christus der alleinige Heilsmittler ist (1 Tim 2,5 ).
2002 erhielten die sechs Fenster des Kirchenschiffs eine Neuverglasung von Waltraud Jürgens–Thümmel, die in abstrakter Form den Kernsatz des christlichen Glaubensbekenntnisses interpretieren.